# Inhibidor de telèfon mòbil

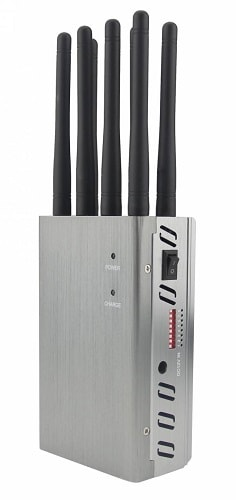
Exemple d'inhibidor de telèfon mòbil, produït per Jammerspro

Un inhibidor de telèfon mòbil o pertorbador de telèfon mòbil és un instrument que impedeix rebre senyals de telèfon mòbil des de l'estació base. Quan s'utilitza, el pertorbador desactiva d'una forma efectiva els telèfons mòbils. Aquests dispositius s'utilitzen principalment en llocs o recintes on estan restringides les trucades telefòniques, per no pertorbar amb el soroll les activitats en escoles o hospitals, o per evitar la comissió de fets delictius, com podria ser el cas de les presons i altres establiments penitenciaris.

## Història
La ràpida proliferació del telèfon mòbil a principis del segle xxi, fins a un nivell d'omnipresència, planteja problemes, tals com el seu ús potencial per envair la privadesa o contribuir a l'engany o estafa. Mentre que el telèfon mòbil analògic sovint patia una mala recepció, i podia fins i tot ser desconnectat per una simple interferència, com un soroll d'alta freqüència, el telèfon digital és cada vegada més sofisticat, i per això cal dissenyar aparells inhibidors també més elaborats. Els dispositius d'interferència de telèfon mòbil són una mesura alternativa als més cars, com és la gàbia de Faraday (la seva construcció és adequada per protegir edificis sencers). Es van desenvolupar originalment per a l'aplicació de la llei i perquè els militars poguessin interrompre les comunicacions entre delinqüents i terroristes. Alguns també van ser dissenyats per evitar l'ús de certs explosius, detonats remotament. Les aplicacions civils van ser evidents, per la qual cosa amb el temps, moltes empreses originalment contractades per dissenyar inhibidors d'ús governamental van triar vendre aquests aparells a entitats privades. Des de llavors, hi ha hagut un augment lent però constant de les seves vendes i ús, especialment a les principals àrees metropolitanes. A Espanya l'ús d'un bloquejador de freqüència (coneguts tècnicament com a inhibidors de freqüència) està regulat pel Govern central, i només està permès el seu ús a les forces públiques i organismes governamentals.

## Operació
Igual que amb altres pertorbadors d'emissores, el pertorbador de telèfon mòbil envia ones de ràdio de les mateixes freqüències que usen els mòbils per comunicar-se. Això causa suficient interferència envers la comunicació entre telèfons mòbils i les torres com per impedir utilitzar els telèfons. En la majoria dels mòbils, la xarxa semblarà simplement fora d'abast. La majoria dels telèfons mòbils utilitzen diferents bandes per enviar i rebre comunicacions a les torres (dúplex per divisió de freqüència, FDD). Els pertorbadors poden interrompre trucades telefòniques a les freqüències de la torre o viceversa. Els models petits bloquegen totes les bandes de 800 MHz a 1900 MHz dins d'un radi de 9 metres. A més, els dispositius portàtils tendeixen a usar el mètode anterior, mentre que els models més cars, més potents, poden interferir directament des de la torre -també anomenada estació base. El radi d'acció dels pertorbadors de mòbil pot variar des d'algunes dotzenes de peus en models de butxaca, fins a quilòmetres per a unitats més especialitzades. El pertorbador TRJ-89 pot interrompre les comunicacions dels mòbils en un radi de 5 milles (8 km).
Quan l'inhobidor és a prop dels mòbils, cal menys energia per interferir el senyal de l'estació base que el senyal que emet el telèfon mòbil cap a ella, ja que en trobar-se a major distància emet un senyal més feble que el que del telèfon mòbil, més proper.
Els pertorbadors més antics estaven limitats a treballar emprant solament estàndards de telèfon mòbil analògic o dels digital més antics. Els models nous, com els de doble i triple banda, poden bloquejar tots els sistemes àmpliament utilitzats (CDMA, iDEN, GSM, etc.), i són fins i tot molt eficaços contra els telèfons més moderns, que salten a diferents freqüències quan se'ls interfereix. Com que les tecnologies de xarxa dominant i les freqüències usades pels telèfons mòbils varien a tot el món, alguns inhibidors funcionen només en determinades regions d'Europa o Amèrica del Nord. S'han instal·lat inhibidors de mòbils en algunes presons d'estat als Estats Units, ja que els telèfons mòbils introduïts a la presó suposaven un risc per a la seguretat.

## Components
Els components d'un jammer inclouen una antena, circuits i una font d'alimentació. Cada dispositiu d'interferència té una antena per emetre el senyal. Alguns estan dins d'un armari elèctric. En dispositius més potents, les antenes són externes, per proporcionar major abast i perquè puguin ajustar-se a les freqüències individuals. Alguns dispositius poden emmagatzemar les freqüències que han embussat per evitar més tard el reajustament necessari per a l'ús repetit d'aquestes freqüències.
Els principals components electrònics d'un pertorbador són:
- Oscil·lador voltatge-controlat — Genera el senyal de ràdio que interfereix amb el senyal del telèfon mòbil.
- Circuit de sintonització — Controla la freqüència en què el pertorbador transmet el seu senyal, enviant un voltatge particular per a l'oscil·lador.
- Generador de soroll — Produeix sortida electrònica a l'atzar en un interval de freqüència especificat per a bloquejar el senyal de la xarxa de telefonia mòbil (part del circuit sintonitzador).
- Amplificació RF (etapa de guany)— Augmenta la potència de sortida de radiofreqüència a nivells prou alts com per bloquejar el senyal a interferir.

Dispositius de menor potència funcionen amb piles. Alguns s'assemblen als telèfons mòbils i utilitzen les seves mateixes bateries. Dispositius més potents poden ser endollats en una presa de corrent estàndard o connectats al sistema elèctric del vehicle.
L'efecte del bloqueig pot variar àmpliament sobre la base de factors com la proximitat a les torres, si l'escenari d'ús és a l'interior d'un edifici o a l'aire lliure, depenent llavors de la presència d'edificis i del paisatge; fins i tot la temperatura i la humitat hi tenen un paper important.
Pertorbadors mal dissenyats podrien pertorbar el funcionament de dispositius mèdics com marcapassos. No obstant això, cal saber que la majoria dels dispositius d'ús comú operen en una potència de sortida suficientment baixa (< 1W) per evitar qualsevol problema.